# University of the District of Columbia
Die University of the District of Columbia (UDC) ist eine staatliche Universität in Washington, D.C. Die Hochschule wurde 1851 gegründet. 1976 erfolgte die Anerkennung als Universität.

## Geschichte
1851 eröffnete die Pädagogin und Abolitionistin Myrtilla Miner die Normal School for Coloured Girls in Washington, D.C. 1856 wurde die Schule von einem Kuratorium betreut, darunter Henry Ward Beecher, Johns Hopkins, Harriet Beecher Stowe, Samuel M. Janney, Thomas Williamson, Samuel Rhoads. Der Schwerpunkt der Schule lag von Anfang an auf der Ausbildung afroamerikanischer Frauen zu Lehrerinnen. Während des Bürgerkriegs wurde die Schule geschlossen und schließlich wiedereröffnet. Von 1871 bis 1876 war die Schule mit der Howard University verbunden und wurde 1879 als Miner Normal School Teil des öffentlichen Schulsystems vom District of Columbia. 1929 wurde es zum Miner Teachers College. Das Miner Teachers College und das Wilson Teachers College waren mehrere Jahre lang die einzigen öffentlichen Hochschulen in der Stadt.
Nach der wegweisenden Entscheidung über die Aufhebung der Rassentrennung an Schulen 1954, schlossen sich beide Colleges 1955 zum District of Columbia Teachers College zusammen. 1966 erließ der Kongress das Gesetz über die öffentliche Bildung des District of Columbia, mit dem das Federal City College und das Washington Technical Institute gegründet wurden. Obwohl diese Schulen noch sehr neu waren, plädierten viele Washingtoner weiterhin für eine Universität. Der Stadtrat genehmigte die Konsolidierung der drei Schulen und 1976 entstand die University of the District of Columbia. 1977 begann die UDC unter Präsident Jimmy Carter mit der Konsolidierung seiner akademischen Programme. Es wurden 5 Colleges erstellt: Business and Public Management; Education and Human Ecology; Liberal and Fine Arts; Life Sciences; Physical Science, Engineering, and Technology; and University College and Continuing Education.
Die Universität bietet derzeit 81 akademische Studiengänge für Studenten und Absolventen an folgenden Hochschulen und Schulen an:: College of Agriculture, Urban Sustainability and Environmental Sciences (CAUSES); College of Arts and Sciences (CAS); School of Business and Public Administration (SBPA); School of Engineering and Applied Sciences (SEAS); the Community College and David A. Clarke School of Law.

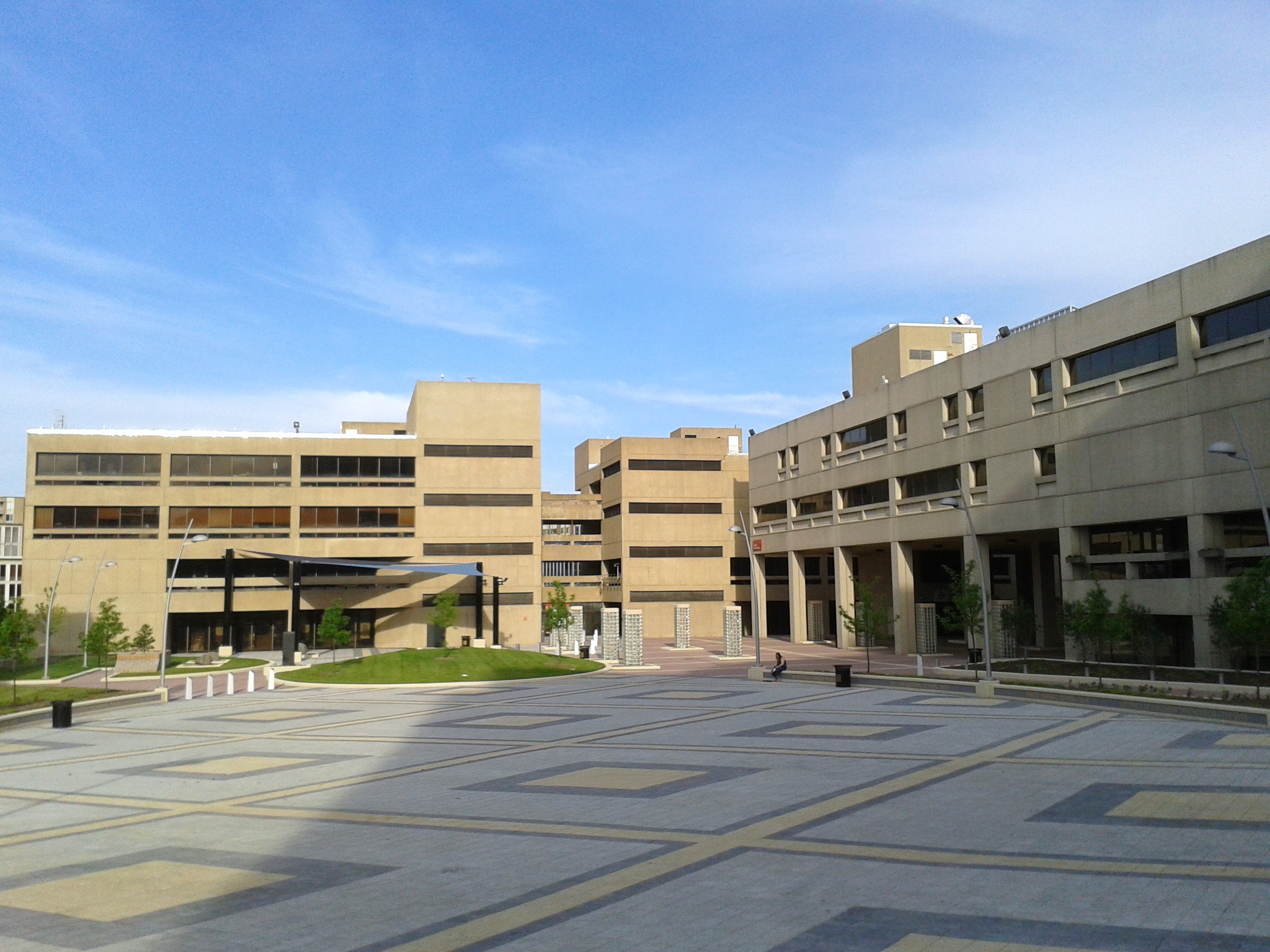
Dennard Plaza, Universität des District of Columbia

## Persönlichkeiten

### Lehrende
- Emily Howland (1827–1929)

### Absolventen
- Denis Godwin Antoine – Botschafter von Grenada in den USA
- Thelma Thompson – Präsidentin der University of Maryland Eastern Shore
- Cathy L. Lanier – 1. weibliche Polizeichefin bei dem Metropolitan Police Department des District of Columbia und Leiterin der NFL-Sicherheit
- Branislav Andjelić – serbischer Internetpionier, Ökonom und Politiker
- Roger Ramsammy – 7. Präsident des Hudson Valley Community College
- Euphemia Haynes (1890–1980) – 1. afroamerikanische Frau, die 1943 in Mathematik promovierte
- Portia Sheilds – 1. Präsidentin der Albany State University
- Nadine Winter – 1. afroamerikanische Frau im Council of the District of Columbia